# Mary Nagu

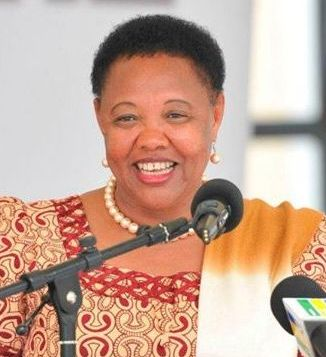
Mary Nagu (30. Juli 2012)

Mary Michael Nagu (* 11. Mai 1952 im Distrikt Hanang, Region Manyara) ist eine tansanische Politikerin der Chama Cha Mapinduzi (CCM), die mehrmals Ministerin war.

## Leben

### Studien und Wirtschaftsmanagerin
Mary Michael Nagu besuchte von 1960 bis 1962 die Endasak Primary School, zwischen 1962 und 1963 die Katesh Primary School sowie von 1964 bis 1966 die Nangwa Primary School, die sie mit einem Certificate of Primary Education Examination (CPEE) beendete. Anschließend absolvierte sie zwischen 1967 und 1970 die Weruweru Secondary School und erwarb an dieser ein Certificate of Secondary Education Examination (CSEE). Im Anschluss besuchte sie von 1971 bis 1972 die Kilakala Secondary School, die sie mit einem Advanced Certificate of Secondary Education Examination (ACSEE) beendete. 1973 begann sie ein Studium im Fach Industrieökonomik an der University of Dar es Salaam (UDSM), das sie 1976 mit einem Bachelor of Arts (BA Industrial Economics) beendete. Danach begann sie ihre berufliche Laufbahn von 1976 bis 1978 als Beamtin für das operative Geschäft der Nationalen Entwicklungsgesellschaft NDC (National Development Corporation) und war zwischen 1979 und 1980 Marketingmanagerin der Gerberei Morogoro Shoes, ehe sie von 1981 bis 1982 Planungs- und Marketingmanagerin der Schuhfabrik Morogoro Shoes war.
Mary Nagu begann 1982 ein postgraduales Studium der Wirtschaftswissenschaften an der University of Dar es Salaam, welches sie 1984 mit einem Master abschloss. Sie war zwischen 1983 und 1985 erst Planungs- und Marketingmanagerin sowie daraufhin von 1986 bis 1992 Geschäftsführerin der Lederwarenfabrik Morogoro Leather Goods. Sie war zwischen 1987 und 1992 Mitglied der Generalversammlung der Chama Cha Mapinduzi (CCM) sowie von 1992 bis 1997 Mitglied des Zentralkomitees Danach war sie während der Amtszeit von Staatspräsident Ali Hassan Mwinyi von 1993 bis 1995 im Präsidialamt Beraterin der Reformkommission für den halbstaatlichen Sektor PSRC (Parastatal Sector Reform Commission).

### Abgeordnete und Ministerin
Mary Nagu wurde 1995 für die Chama Cha Mapinduzi erstmals Mitglied der Nationalversammlung, der sogenannten Bunge, und gehört dieser nach ihren Wiederwahlen 2000, 2005, 2010 und 2015 als Vertreter des Wahlkreises Hanang’ bis 2020 an. Unmittelbar darauf wurde sie 1995 als Ministerin für Gemeindeentwicklung, Frauen und Kinder (Minister of Community Development, Womens and Children) im ersten Kabinett von Staatspräsident Benjamin William Mkapa und bekleidete dieses Ministeramt bis 2000. 1997 wurde sie Mitglied des Nationalen Exekutivrates der CCC und gehörte diesem Führungsgremium der Partei bis 2015 an. Im zweiten Kabinett von Staatspräsident Mkapa fungierte sie zwischen 2000 und 2005 Staatsministerin für die Verwaltung des öffentlichen Dienstes (Minister of State for Public Service Management, President’s Office). Während dieser absolvierte sie zwischen 2002 und 2004 ein Promotionsstudium an der Washington International University (WIU), das sie mit einem Doctor of Philosophy (Ph.D. in Economics) mit der Dissertation Forty Years of Tanzania Economic Performance: An Analysis of Economic Growth and Development Patterns and Conditions for Sustainable Poverty Free Economic Growth abschloss.
2005 übernahm Mary Nagu im ersten Kabinett von Staatspräsident Jakaya Kikwete den Posten als Ministerin für Justiz und Verfassungsangelegenheiten (Minister of Justice and Constitutional Affairs) und behielt diesen bis zum 13. Februar 2008, woraufhin Mathias Chikawe ihre Nachfolge antrat. Im Zuge dieser Kabinettsumbildung wurde sie am 13. Februar 2008 Nachfolgerin von Basil Mramba als Ministerin für Industrie, Handel und Marketing (Minister of Industries, Trade and Marketing) und übte dieses Amt bis zu ihrer Ablösung durch Cyril Chami am 28. November 2010 aus. Im zweiten Kabinett von Staatspräsident Kikwete wurde sie daraufhin am 28. November 2010 Staatsministerin für Investitionen und Ermächtigungen im Amt von Premierminister Mizengo Pinda (Minister of State for Investment and Empowerment, Prime Minister’s office) und hatte das Amt bis 2015 inne. Zuletzt fungierte sie 2015 noch als Staatsministerin für soziale Beziehungen und Koordination im Präsidialamt (Minister of State for Social Relations and Coordination, President’s Office).
Während ihrer letzten Legislaturperiode war Mary Nagu zwischen 2015 und 2018 Vorsitzende des Parlamentsausschusses für Landwirtschaft, Viehzucht und Wasser (Agriculture, Livestock and Water Committee) sowie zugleich von 2015 bis 2018 Mitglied des Lenkungsausschusses (Steering Committee).

## Veröffentlichungen
- Forty Years of Tanzania Economic Performance: An Analysis of Economic Growth and Development Patterns and Conditions for Sustainable Poverty Free Economic Growth, Dissertation, Washington International University, 2006, ISBN 978-3-8322-5067-6